# スタルシェ
スタルシェ(Starše)は、スロベニアの市である。ドラーヴァ川右岸のドラーヴァ平原中央部に位置しており、市域の一部は段丘地形となっている。伝統的な地方区分におけるシュタイエルスカ地方にある基礎自治体であり、スロベニアの統計上の地方区画ではドラヴァ地方に含まれている。市庁は市名と同じスタルシェの集落に置かれている。1994年に行われたスロベニアの自治体改革以前はマリボル市に含まれていたが、市域の8つの集落がマリボル市から独立して1995年にスタルシェ市となった。
スタルシェはマリボルとプトゥイの2都市の間にある唯一の集落であったため古くは単に「Ves」（村）と呼ばれており、後に周囲に他の集落が作られていったため「Starša ves」（親の村）と呼ばれるようになったのが市名の由来である。

## 歴史
考古学的な証拠からスタルシェの市域にはローマ時代から人類の居住があったことは判明しているものの、文献による言及が見られるのは13世紀になってからである。1220年から1230年の記録にはこの地で砂金の採取が行われていたという言及があり、市はこれを「Zlatoličje」の集落名の由来の一つとして紹介している。ただしスロベニアの語源学者であるマルコ・スノイはスラブ語で「金を探す者」を意味する「*zoltolykъ」が「Zlatoličje」の集落名の由来であるとする説は「可能性が低い」としており、現地の植生のセイヨウシロヤナギ(Golden Willow)を指すスロベニア語の「zlatolika」が語源であるとしている。
元はドラーヴァ川両岸を領有するVurberk領に属していたが、1559年にVurberk領がドラーヴァ川の左岸領と右岸領に分割され、Vurberk領は左岸側に残されたが右岸に位置したスタルシェは新たに設立されたRavno polje領に属することになった。ドラーヴァ川はしばしば氾濫を起こして流路が変わったため、狩猟権および漁業権を巡る紛争が絶えなかった。1677年5月31日にスタルシェの農民が領主の伯爵に反乱を起こしたとされ、この日を市の祝日としている。
スタルシェの洗礼者ヨハネ教会は1567年の教会資料で初めて言及されており、ホチェの聖ゲオルギオスに捧げられた教区教会に属する分教会であったと記録されている。1757年には正式な教区教会が設立され、1787年に「Št. Janž na Dravskem教区」（ドラーヴァの聖ヨハネ教区）として独立した単独の教区となった。
1964年には運河と水力発電所の建設が始まり、1969年に完成したこの発電所はスロベニアの水力発電所の中で最大の発電量を持っている。1994年に行われたスロベニアの自治体改革でマリボル市から独立し、1995年にスタルシェ市となった。2020年1月1日にマリボルおよびレナルトを中心としたシュタイエルスカ地方の18の自治体によってマリボル共同市政が設立され、スタルシェも設立メンバーとして共同市政に参画している。

## 集落
スタルシェは以下の8つの集落からなっている。
- Brunšvik (en:Brunšvik)
- Loka (en:Loka, Starše)
- Marjeta na Dravskem Polju (en:Marjeta na Dravskem Polju)
- Prepolje (en:Prepolje)
- Rošnja (en:Rošnja)
- Starše (en:Starše)
- Trniče (en:Trniče)
- Zlatoličje (en:Zlatoličje)